# Eodorcadion egregium
Eodorcadion egregium es una especie de escarabajo longicornio perteneciente al género Eodorcadion, categorizada en la tribu Dorcadionini, de la subfamilia Lamiinae. Fue descrita por Reitter en 1897.
El período de actividad en los ejemplares adultos se presenta durante los meses de junio, julio, agosto y septiembre.

## Descripción
Mide 12,5-25 mm de longitud.

## Distribución
Se distribuye por Asia: en China y Mongolia.